# 愛情小說
愛情小說 又稱言情小說或者音譯為羅曼史小說、蘿曼蒂克小說，是小說的一種類型，廣義的愛情小說泛指以愛情故事為主體的小說，作者通常為女性，讀者也為女性，故事情節著重在尋找一個理想的對象或者維繫愛情關係。
愛情本身容易牽動人的情緒，小說又常以人物的衝突情節來反映人物性格，愛情往往存有衝突性，便成為小說作家常用的題材。古今中外不少經典小說作品都是廣義的愛情小說。
由於愛情小說情節鋪排比較容易，亦大多數以作者的經歷為藍本，因此不少初學小說寫作的人都會先以愛情小說創作為嘗試。

## 古典愛情小說

### 中文作品
中國文學史上自《詩經》開始即有描述愛情的部分。唐代傳奇則是中國文學史上最早出現完整結構的小說，其中薛調所作《無雙傳》便是描述男女主角在戰亂中分合的愛情故事。愛情元素發展至元曲時，更有四大愛情劇：白樸的《牆頭馬上》、關漢卿的《拜月亭》、王實甫的《西廂記》、鄭光祖的《倩女離魂》。明清章回小說時期，曹雪芹所著以三角戀愛為梗概的《紅樓夢》，被列為中國文學的四大名著之一。

### 英文作品
- 《傲慢與偏見》（英國）
- 《理智与情感》（英国）
- 《亂世佳人》（美國）

### 日文作品
- 《源氏物語》(日本)

### 德文作品
- 《少年維特的煩惱》(德國)

### 俄文作品
- 《初戀》(俄國)

### 法文作品
- 《新愛洛伊斯》(法國)

## 通俗愛情小說
1980年代開始被稱為言情小說的作品，多以女性讀者為閱讀對象，內容以描述男女主角戀愛過程為主，簡稱言小。由英文翻譯而來的言情小說多半音譯Romance稱為羅曼史，或是外國羅曼史小說、西洋羅曼史小說，簡稱外曼或西曼，相對的中文創作言情小說稱為內曼。言情小說、羅曼史、愛情小說等等名稱經常混合使用，沒有一定的用法。

### 言情小說
民國初年興起鴛鴦蝴蝶派小說，接著台灣女作家瓊瑤寫出許多膾炙人口的作品，有第三者介入的婚外情，有亂倫之下的悲劇，也有以清朝貴族為背景的宮廷小說，其中不少被改編為電影和電視劇。
香港作家如亦舒、岑凱倫等寫作的言情小說，在1970年末期開始風迷。
1980年開始，大量的英文羅曼史作品被翻譯為中文在台灣出版，主要由林白出版社、希代出版社及駿馬出版社發行，初期皆為無版權版本。1990年代初期受到「612大限」的影響，1991年左右開始出版有版權的譯本，間接影響台灣言情小說作家興起。
1990年代起，台灣言情小說百家爭鳴，較著名的作家有席絹、葉小嵐、于晴、唐瑄、凌淑芬、左晴雯、古靈、典心、黑潔明、簡瓔、子紋.....等。以出版言情小說為主的出版社亦應運而生，例如禾馬文化、新月文化、飛象出版社、松果屋出版社、由林白出版社轉營的狗屋/果樹出版社等等。這一代的台灣羅曼史題材較多樣化，惟共通點是強調團圓結局，鮮少悲劇。出版社徵稿一般亦列明不收悲劇稿。
言情小說發展至1990年代後期，受日本耽美漫畫的影響，部分言情小說作者開始創作以男同性戀為主角的言情小說，稱為BL小說。這類小說並非描述真實男同性戀情節，而是女性對男同性戀的幻想。但此文類極為少量，比例不足百分之一。
在日本亦有從漫畫改編的小說。在一部漫畫廣受歡迎之後，文字作者將漫畫腳本寫成小說出版。

#### 出版狀況
目前有專門出版言情小說的出版社在出版。在台灣可以從租書店租來閱讀，一般連鎖書店早期有在販賣，後因立委李慶安誤導造成掃黃事件，現況連鎖書局幾乎沒有販賣言情小說，但仍有部份出版社的書仍會上架。
90全盛時期，全台每月皆有兩百本以上的言情小說新書上市，至2000年後，由於網路興起、讀者閱讀習慣改變，加上盜版猖獗漸漸由盛轉衰，現今台灣出版社除了引入中國大陸網路連載小說外，也開始與PUBU、讀墨、亂搭、Google圖書等平臺合作，推出紙本書外的電子書版本。
2006年9月，鄭媛的《玻璃鞋》於日本早川書房 （页面存档备份，存于）出版日文版。2008年3月，喬安的《寵妻一下下》、單飛雪的《欲罷不能》、呢喃的《征服假面公主》、圓悅的《剃了鬍子才洞房》及古靈的《出嫁從夫》、典心的《龍王》、席絹的《皇上說的是》等書已正式授權給泰國的出版社แจ่มใส，翻譯成泰文出版。

#### 封面文化
為了配合言情小說的浪漫情節，台灣言情小說多半使用繪製的俊男美女半身像為封面，並形成一種插畫藝術。不少插畫家因繪製言情小說封面成名，如平凡、陳淑芬、德珍等。由於電腦的普及與繪圖軟體的進步，封面畫家已大半改用照片配合電腦繪圖製作封面。

#### 負面評價
批評者認為近代言情小說普遍缺乏深刻社會意義，人物被過份美化，情節脫離現實，會令青少年讀者對愛情抱有不切實際的幻想。1990年代後期出版界競爭激烈，部分作品加上一些露骨的性愛描寫以刺激銷量，甚至有性暴力情節，而有些小說以包養為題材，被批評為色情、不道德和破壞愛情、婚姻的價值。小說裡的人物都有很明顯被過份美化，情節脫離現實的色彩。

### 英文羅曼史小說
羅曼史小說風行於西方世界，特別是英語語系國家。受早期古典愛情小說《傲慢與偏見》的影響，1921年英國作家喬潔·黑爾開始寫作考證嚴謹的英國攝政時期羅曼史，至此之後攝政時期羅曼史成為英文羅曼史小說的主要類型。
當代羅曼史在1972年誕生，美國作家凱瑟琳·渥迪威斯所著《意外的情人》由羅曼史出版社Avon發行，是第一本平裝單本完結的當代羅曼史小說。1980年代羅曼史小說繁衍出許多類型，作者嘗試各種形式的故事，讓故事主角更貼進現代人觀點。

#### 出版狀況
2006年美國出版6,400部羅曼史，總共銷售13.7億美元，佔全美所有書籍銷量的26.4%，讀者群以中年已婚婦女居多。禾林出版公司市佔率最高，共有4億1千8百萬美元銷量。

## 純愛小說
純愛小說以青年男女的愛情為主，流行於东亚等地，日本純愛小說作家以市川拓司為代表。這類作品也是網路小說的常見題材。
內容以純愛為主題，主角個性多屬較為單純的一類，常以初戀為題材，過程也多是專一、簡單的愛情。主角通常較為害羞、含蓄，背景平凡，也有些主角是身心障礙，常會出現男女主角互相暗戀對方但長久不告白的情節。即使男女主角的年齡較大，仍然以專一、深情為主，著重溫馨的情感多於激情。文筆輕鬆、樸實，情節也較為簡單，較少描述男女主角之間的衝突，也少有勾心鬥角、互相猜疑的內容，多表現人性的善與美。有些會有主角患上絕症或遇上意外的情節，對抗疾病或意外後求生的過程中也常包含勵志的意識。結局則不一定圓滿收場，例如主角可能因絕症或意外身亡等。
由於純愛小說的題材一般被認為較為健康，不少純愛小說改編為電視劇或電影。較著名的作品有片山恭一的《在世界中心呼喊愛情》、市川拓司的《藉着雨点说爱你》，中野獨人的《電車男》等。目前台灣本地作品以九把刀的《那些年，我們一起追的女孩》最廣為人知。
此外，也有一些純愛電視劇、電影改編為小說。

## 其他類型
有些較為貼近現實生活的作品，這類作品有部份對人性、社會有較深的反映和探討的作品，但亦有些具有流行文學常見的弊病如內容淺薄、缺乏深度等。這類與羅曼史有別的作品約於1970年代末期出現，在中文作家中以亦舒為代表。到1980年代末至1990年代，又有張小嫻、李敏、梁望峰、深雪等作家，直至現時仍有不少人加入這個行列。這些作品除了一般的愛情關係描寫外，有些還有科幻、奇幻、恐怖的元素。亦有些以校園、青少年愛情為主題，內容貼近年輕人的生活，受到年輕人的歡迎。
近年另一傾向是用電子和網絡的媒體制作和發放，在日本較傾向和ACG領域的作者們合作。

### 網路小說
互聯網普及後，出現網路作家寫作網路小說。當中不少作品對網戀的描寫，令網路讀者產生共鳴。較為著名的網路愛情小說家有藤井樹、蔡智恆等。

### 少女漫畫
早年在美國出現過戀愛漫畫，但因為受到審查的同時，無法滿足當代讀者而衰落。但在日本類似的題材較成功。
少女漫畫通常描述少女情懷、戀愛夢想，也算是一種以漫畫為媒體的言情小說。在1980年代後亦有以男讀者為對象的戀愛漫畫，但這一般仍然在普通的少年漫畫雜誌中連載，但最近亦有獨立發表此型漫畫的雜誌。

### 虐戀小說
感情百转千回，过程痛苦、曲折、虐心的一类言情小说。

### 電子小說
電子小說本質上是戀電子戀愛遊戲的一種，主角(玩家)隨人物的對話下產下選擇而進行故事，題材類似少女漫畫但主角通常是男性，以男性的玩家為主要對像，如麻枝准的AIR和Clannad，御影的D.C.和Ef - a fairy tale of the two.，打越鋼太郎的秋之回憶系列

### 輕小說
雖然輕小說的題材多為科幻或奇幻，但亦有與傳統的日本言情小說交叉的地帶，如仰望半月的夜空、龍與虎、果然我的青春戀愛喜劇搞錯了。等。

### 手機小說
手機小說是指手機短信形式轉送文字的故事，題材也多是言情小說，如Deep Love深沉的愛和戀空等代表。

## 外部連結
- 禾馬文化 （页面存档备份，存于）
- 萬達盛 （页面存档备份，存于）
- 新月文化 （页面存档备份，存于）
- 狗屋天地
- 喵喵屋 （页面存档备份，存于）